# 名誉牧師
名誉牧師(めいよぼくし)とは、キリスト教、特にプロテスタントの教役者に贈られる役職または称号。名誉職または名誉称号の一種である。
関連する職名・称号に名誉長老、名誉執事、名誉勧士がある（本項で解説）。

## 名誉長老

### キリスト教会における名誉長老
キリスト教会で主に長老を退いた人に授けられる栄誉職・称号。19世紀千葉県の教役者でキリスト教団九十九里教会名誉長老であった二浦きよはその主な例である。

## 名誉牧師

### プロテスタント系のキリスト教会における名誉牧師
名誉牧師はプロテスタント系キリスト教会で牧師等を務めた人物に付与される役職・称号であり、名誉牧師となった後も説教や講演に従事する者や人権救済活動に従事する者が多い。一例として、広島県広島市出身の谷本清は太平洋戦争で広島市内に投下された原子爆弾によって被曝した体験から、戦後、渡米して被爆地の惨状を世界に発信するとともに、アメリカ人らの寄付により原爆孤児を経済援助するための精神養子運動に奔走。被爆者救済の拠点としてピースセンターの設立や被爆により体にケロイドの残る女子学生25人の渡米治療を実現するなどの活動に尽力している。
また、生前、日本社会党委員長の田邊誠とも半世紀に渡り、親交のあった前橋中部協会名誉牧師の石黒寅亀は亡くなる月まで背広姿で説教に立つなど精力的な布教活動にあたるとともに、田邊らとともに核兵器廃絶運動に尽力。田邊が声をかけると党派を超えた人々が集うなど人望家としても知られた。また、在日韓国人社会でも信仰者の多く、在日大韓基督協会の李仁夏など在日韓国人の名誉牧師も活躍しており、宗教の新たな展望を議論するシンポジウム等でも活躍が見られる。

## 名誉執事

### キリスト教会における名誉執事
また、教会では執事という職が置かれる例があるが、さらに栄誉職として名誉執事が任命されることがある。一例として、1927年（昭和2年）、群馬県の安中教会で宮口二郎が名誉執事に選出されたこと。また、西南学院大学名誉教授の水古質武夫が生前、西南学院教会名誉執事を務めていたことはその一例である。

## 名誉勧士

### キリスト教会における名誉勧士
キリスト教会の名誉称号の一つに名誉勧士がある。主に日本の在日韓国人で構成する在日韓国基督教会で見られるもので、勧士を退いた人物が選出される。

### 文献資料
- 新羅愛子著『千葉県女性人名辞典』（青史社、1984年）
- 高崎経済大学附属産業研究所編『近代群馬の民衆思想: 経世済民の系譜』（日本経済新聞社、2004年）ISBN 978-4-8188-1574-2
- 津波真勇著『一海軍少将の風変りな一生』（多摩ニュータウンバプテスト協会、1990年）

### 報道資料
- 『朝日新聞』2006年12月21日朝刊群馬県央・1地方
- 『毎日新聞』2001年5月9日地方版/京都
- 『読売新聞』1986年9月29日東京朝刊

### インターネット資料
- 在日韓国基督教会東京教会ウェブサイト「＜関東地方会＞ 東京教会 長老将立式・名誉勧士推戴式」